# Przylepki
Przylepki – osada w Polsce położona w województwie wielkopolskim, w powiecie śremskim, w gminie Brodnica. W latach 1975–1998 miejscowość administracyjnie należała do województwa poznańskiego.

## Położenie
Wieś położona 3 km na zachód od Brodnicy przy drodze powiatowej nr 4062 z Iłówca do Psarskiego. We wsi znajduje się skrzyżowanie z drogą powiatową nr 4064 do Manieczek.

## Historia
Pierwszy raz wieś pojawiła się w dokumentach w 1366. Wówczas należała do Pakosza z Przylepek. Kolejnymi właścicielami byli Przylepscy, Szołdrscy, Iłowieccy i Krzyżanowscy. Wieś  szlachecka Przilepki położona była w 1581 roku w powiecie kościańskim województwa poznańskiego. W 1784 majątek wykupił Józef Wybicki, od 1849 roku mieszkał tutaj Stanisław Egbert Koźmian (1811-1885) - poeta, publicysta, prezes Poznańskiego Towarzystwa Przyjaciół Nauk. W 1867 właścicielem był Kazimierz Chłapowski, a ostatnim od 1897 Wilhelm Pieper. W 1960 majątek został przejęty przez Kombinat PGR Manieczki.

## Zabytki
Zabytkiem prawnie chronionym jest zespół pałacowy i folwarczny:
- pałac z około 1910, w typie modernistycznej willi, z mansardowym dachem, w 1960 znajdował się w nim ośrodek studencki;
- folwark (świniarnia z 1905, stajnia z końca XIX w., magazyn zbożowy z 1905, dom rządcy z końca XIX w., kuźnia i stelmacharnia z końca XIX w., stodoła z 1910),
- park z alejami z końca XIX wieku.

## Przyroda
Z Przylepek do okolicznych wsi prowadzą aleje pomnikowych drzew: do Jaszkowa 59 kasztanowców zwyczajnych i do Brodniczki 272 lipy drobnolistne.

## Osoby
- Stanisław Kuliszak – urodzony w Przylepkach ksiądz, powstaniec wielkopolski